# Тачанув-Другий
Тачанув-Другий (пол. Taczanów Drugi) — село в Польщі, у гміні Плешев Плешевського повіту Великопольського воєводства.
Населення — 1041 особа (2011).
У 1975-1998 роках село належало до Каліського воєводства.

## Демографія
Демографічна структура станом на 31 березня 2011 року:
|          | Загалом | Допрацездатний вік | Працездатний вік | Постпрацездатний вік |
| -------- | ------- | ------------------ | ---------------- | -------------------- |
| Чоловіки | 507     | 92                 | 372              | 43                   |
| Жінки    | 534     | 92                 | 362              | 80                   |
| Разом    | 1041    | 184                | 734              | 123                  |